# The Order (2001)
The Order (Alternativtitel: Jean-Claude Van Damme: The Order) ist ein US-amerikanischer Actionfilm von Filmregisseur Sheldon Lettich. Die Hauptrolle spielt Jean-Claude Van Damme, der zusammen mit Les Weldon auch das Drehbuch schrieb.

## Handlung
Rudy Cafmeyer ist ein Dieb, der es auf besonders wertvolle Artefakte abgesehen hat. Als er erfährt, dass sein Vater Oscar Cafmeyer in Jerusalem verschwunden ist, macht er sich auf die Suche nach ihm. Schnell gerät er ins Visier einer Sekte, die einen Krieg zwischen Juden, Christen und Moslems heraufbeschwören will. Seine Nachforschungen werden durch die örtliche Polizei erschwert. Schließlich kann er seinen Vater finden, der von der Sekte entführt wurde. Diese möchte unterhalb der Klagemauer eine Bombe zünden. Rudy kann das in letzter Minute verhindern und seinen Vater retten.

## Kritiken
„Unausgegorenes Konglomerat aus etlichen Genres, das einem in die Jahre gekommenen Action-Star die Gelegenheit bietet, seine mittlerweile eingefahrenen Kampfkünste zur Geltung zu bringen.“